# Hypoprora tyra
Hypoprora tyra är en fjärilsart som beskrevs av Swinhoe 1902. Hypoprora tyra ingår i släktet Hypoprora och familjen nattflyn. Inga underarter finns listade i Catalogue of Life.